# 17097 Роннойман
17097 Роннойман (17097 Ronneuman) — астероїд головного поясу, відкритий 10 травня 1999 року.
Тіссеранів параметр щодо Юпітера — 3,207.